# 少林寺伝奇
『少林寺伝奇』（しょうりんじでんき、原題：少林寺传奇）は、2007年から中国にて放送されたテレビドラマ。3シーズン構成で、全152話放送された。南北朝時代を舞台に少林寺の弟子が悪と闘う姿を描いたアクションドラマ。ドウ・シャオ監督。アクション監督としてチン・シウトンが参加している。少林寺住職シー・ヨンシンの監修の元、中国全国武術チャンピオン16名と少林寺弟子連合が競演する。

## 概要
第1部『少林寺伝奇 〜乱世の英雄〜』（しょうりんじでんき らんせいのえいゆう）は、日本ではBSフジで2008年10月17日から2009年8月7日まで放送された。予告ナレーションは中川翔子が担当。2009年にポニーキャニオンよりDVD-BOXが発売された。その後、2010年にBSフジにて日本語吹替版が放送された。全42話。
第2部『少林寺传奇2』（別題『少林寺传奇之十三棍僧救唐王』）は、2009年に中国で放送された。日本未公開。全50話。ユン・ピョウ、レオン・カーヤン、ウー・マ、シエ・ミアオ（謝苗）が出演している。
第3部『少林寺伝奇～大砂漠の英雄～』（しょうりんじでんき おおさばくのえいゆう）は、2010年に中国で放送された。日本では2011年にCSで放送された。全60話。サモハン・キンポー、リュー・チャーフィー、ユン・ワー、シエ・ミアオ（謝苗）、優木まおみが出演している。

## 登場人物
智遠方丈（チーユアン住職）
演 - バオ・クオアン（鮑国安） / 吹替 - 宝亀克寿
少林寺の住職。
恵石（ケイセキ）
演 - リー・ユアン（李淵） / 吹替 - 花輪英司
陳惜月（シーユエ）
演 - スン・ホイニン（孫卉凝） / 吹替 - 魏涼子
恵忍（ケイニン）
演 - シエ・ミアオ（謝苗） / 吹替 - 佐藤拓也
恵櫞（ケイエン）
演 - リー・チョン（李衝） / 吹替 - 朝倉栄介
恵努（ケイド）
演 - イエ・ジエンウエイ（葉剣衛） / 吹替 - 中谷一博
恵空（エクウ）
演 - ワン・シャオロン（王小龍） / 吹替 - 〆野潤子
沒兄弟（兄弟無し）
演 - バン・ユアンジア（潘元甲） / 吹替 - 粟野志門
小娥（シャオウー）
演 - チャオチャオ（喬喬） / 吹替 - 嶋村侑
洛陽王
演 - アンソニー・ウォン（黄秋生） / 吹替 - 仲野裕
孫霸
演 - ジー・チェンホア（計春華） / 吹替 - 山野井仁
高洋（カオヤン）
演 - ワン・ガン（王剛） / 吹替 - 魚建
高演（カオイェン）
演 - ワン・クイロン（王奎榮） / 吹替 - 佐藤祐四
楊堅（ヤン・ジエン）
演 - ウー・ジンアン（呉京安） / 吹替 - 斉藤次郎
道桓
演 - ウー・マ（午馬）
老麽子
演 - ユー・チェンフイ（于承惠）
左県令
演 - パン・チャンジアン（潘長江）
獨眼人（独眼竜）
演 - 袁東新 / 吹替 - 増田裕生
雷公公（雷おやじ）
演 - 徐少明
風信子（フウシンシ）
演 - 石昆
鐵蜈蚣（鉄ムカデ）
演 - 袁煌文 / 吹替 - 多田野曜平
宇文賀（ユィーウェン・フー）
演 - ファーティーマイ・ヤーチー（法提麥・雅琦） / 吹替 - 榊原奈緒子
尉遅迥（ユィーチー・ジョン）
演 - ヨウ・ヨン（尤勇） / 吹替 - 谷昌樹
尉遲佑（ユィーチー・ヨウ）
演 - 戴天 / 吹替 - 疋田高志
宇文邕（ユィーウェン・ヨン）
演 - グオ・ダー（郭達）/ 吹替 - 加藤亮夫
宇文太子（ユィーウェン）
演 - 孫東雲 / 吹替 - 増田裕生
駝背老兵（猫背の老兵）
演 - 翟汴江 / 吹替 - 木村雅史
千人斬（千人斬り）
演 - リウ・ジーウェイ（劉子威） / 吹替 - 藤井啓輔
秦豊（チン・フォン）
演 - フォン・グォチン（馮國慶） / 吹替 - 檀臣幸
雪地白狐（白キツネ）
演 - ワン・シュエ（王雪） / 吹替 - 紗川じゅん
南詔骨仙（骸骨仙人）
演 - 陰海龍 / 吹替 - 増田裕生
覇刀（ハトウ）
演 - 李奇龍 / 吹替 - 木村雅史
杜轍（ドゥー・ジン）
演 - 薛勇 / 吹替 - 増田裕生

## スタッフ
- 監督：ドウ・シャオ  （都暁）
- 総監修：シー・ヨンシン（釈永信）
- 武術監督：チン・シウトン（程小東）
- 制作：河南テレビ、北京藍色月光影視伝媒文化有限公司

### 日本語版制作スタッフ
- 中国語訳：井上昌子、遠藤香織
- 日本語台本：野崎文子
- 録音・調整：佐藤弘幸
- 演出：早川陽一
- 制作会社：東北新社、ポニーキャニオンエンタープライズ

## 関連商品

### DVD
| 話数            | 部数   | サブタイトル   | 収録DVD                    |
| --------------- | ------ | -------------- | -------------------------- |
| 第 1話 - 第 8話 | 第一部 | 村娘たちの救出 | DVD-BOX1 2009年2月18日発売 |
| 第 9話 - 第15話 | 第二部 | 山賊との決闘   | DVD-BOX1 2009年2月18日発売 |
| 第16話 - 第23話 | 第三部 | 袈裟争奪       | DVD-BOX2 2009年5月20日発売 |
| 第24話 - 第28話 | 第四部 | 宝剣を探せ     | DVD-BOX2 2009年5月20日発売 |
| 第29話 - 第35話 | 第五部 | 姫の恋         | DVD-BOX3 2009年8月19日発売 |
| 第36話 - 第42話 | 第六部 | 王子の復讐     | DVD-BOX3 2009年8月19日発売 |

## 関連番組
中川翔子のギガンと大好き！「少林寺伝奇」
フジテレビ系列で2009年1月17日（土）27:30～28:00放送。中川翔子をゲストに迎え、メインキャスト、＃1～＃8「少林寺VS洛陽王&孫覇」・＃9～＃13「少林寺VS左県令＆妖怪仙人」ダイジェスト、＃14以降の新キャラなどを紹介する。